# Yoshio Kushida
| 4458 Oizumi          | 21 gennaio 1990  |
| 4577 Chikako         | 30 novembre 1988 |
| 4640 Hara            | 1º aprile 1989   |
| 4875 Ingalls         | 19 febbraio 1991 |
| 5352 Fujita          | 27 dicembre 1989 |
| 5403 Takachiho       | 20 febbraio 1990 |
| 5405 Neverland       | 11 aprile 1991   |
| 5473 Yamanashi       | 5 novembre 1988  |
| 5489 Oberkochen      | 17 gennaio 1993  |
| 5687 Yamamotoshinobu | 13 gennaio 1991  |
| 6308 Ebisuzaki       | 17 gennaio 1990  |
| 6395 Hilliard        | 21 ottobre 1990  |
| 6405 Komiyama        | 30 aprile 1992   |
| 6464 Kaburaki        | 1º febbraio 1994 |
| 6612 Hachioji        | 10 marzo 1994    |
| 6643 Morikubo        | 7 novembre 1990  |
| 6667 Sannaimura      | 14 marzo 1994    |
| 6731 Hiei            | 24 gennaio 1992  |
| 6865 Dunkerley       | 2 ottobre 1991   |
| 6868 Seiyauyeda      | 22 aprile 1992   |
| 7068 Minowa          | 26 novembre 1994 |
| 7421 Kusaka          | 30 aprile 1992   |
| 7575 Kimuraseiji     | 22 dicembre 1989 |
| 7775 Taiko           | 4 dicembre 1992  |
| 7830 Akihikotago     | 24 febbraio 1993 |
| 8691 Etsuko          | 21 ottobre 1992  |
| 9190 Masako          | 4 novembre 1991  |
| 9746 Kazukoichikawa  | 7 novembre 1988  |
| 9844 Otani           | 23 novembre 1989 |
| 10144 Bernardbigot   | 9 gennaio 1994   |
| 10566 Zabadak        | 14 gennaio 1994  |
| 11528 Mie            | 3 dicembre 1991  |
| 12342 Kudohmichiko   | 30 gennaio 1993  |
| 14902 Miyairi        | 17 gennaio 1993  |
| 15350 Naganuma       | 3 novembre 1994  |
| 16599 Shorland       | 20 gennaio 1993  |
| 17563 Tsuneyoshi     | 5 febbraio 1994  |
| 20042 Mortillaro     | 15 febbraio 1993 |
| 26829 Sakaihoikuen   | 30 novembre 1989 |
| 27791 Masaru         | 24 febbraio 1993 |
| 162011 Konnohmaru    | 4 gennaio 1994   |

Yoshio Kushida (in giapponese 串田嘉男?; Hachioji, 19 settembre 1957) è un astronomo giapponese.
Fa parte della Variable Star Observers League in Japan, le sue osservazioni sono contrassegnate col codice Kuy .
L'astronoma Reiki Kushida è sua moglie.
Il Minor Planet Center gli accredita le scoperte di cinquantasei asteroidi, effettuate tra il 1988 e il 1994. tutte in collaborazione con altri astronomi: Masaru Inoue, Reiki Kushida e Osamu Muramatsu. È lo scopritore della cometa periodica 144P/Kushida e il co-scopritore della cometa periodica 147P/Kushida-Muramatsu.
Gli è stato dedicato l'asteroide 5605 Kushida.